# UNCTAD III
UNCTAD III, acrónimo de la Tercera Conferencia de las Naciones Unidas sobre Comercio y Desarrollo, fue un evento desarrollado en Santiago de Chile entre el 13 de abril y el 21 de mayo de 1972.

## Sede

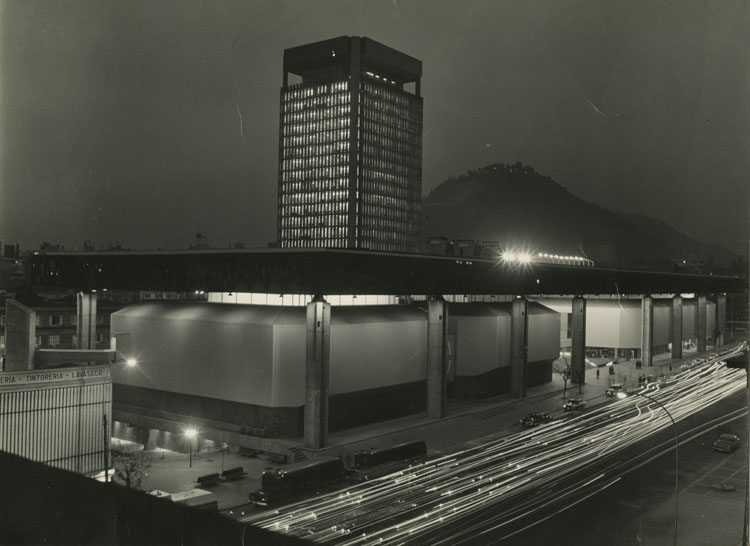
Edificio construido para albergar la UNCTAD III

Santiago de Chile fue elegida como sede de la tercera conferencia UNCTAD el 5 de marzo de 1971; originalmente estaba contemplado que el evento se realizara en Ginebra (Suiza), lo que generó reticencias de países africanos y asiáticos, ante lo cual Hernán Santa Cruz —jefe de la delegación chilena en UNCTAD— propuso al presidente de la República, Salvador Allende, y al ministro de Relaciones Exteriores, Clodomiro Almeyda, la realización de la conferencia en la capital chilena, quienes aceptaron y la candidatura fue aprobada por amplia mayoría en la Asamblea General de las Naciones Unidas.
El edificio para albergar a la UNCTAD III fue diseñado por los arquitectos José Covacevic, Hugo Gaggero, Juan Echenique, José Medina y Sergio González Espinoza, y para su construcción se reclutó a miles de voluntarios para la rápida ejecución de las obras, que estuvieron terminadas en 275 días. Las obras se iniciaron el 1 de junio de 1971 con las primeras demoliciones y excavaciones, mientras que los trabajos de las fundaciones de los edificios comenzaron el 14 de julio y los tijerales se celebraron el 30 de octubre. El conjunto arquitectónico fue recibido oficialmente el 3 de abril de 1972, fecha en que fue entregado a la Organización de las Naciones Unidas (ONU) para la celebración de la conferencia.

## Desarrollo
La ceremonia inaugural de UNCTAD III se realizó en el Salón Plenario del edificio a las 11:00 del 13 de abril de 1972, en un acto encabezado por el presidente Salvador Allende, el secretario general de las Naciones Unidas, Kurt Waldheim, y el secretario general de UNCTAD, Manuel Pérez Guerrero. El mismo día, a las 15:00, se inició la primera sesión plenaria, encabezada por el presidente provisional, Lalit Narayan Mishra (India), y en la cual Clodomiro Almeyda (Chile) fue elegido como presidente, junto a Jean Pierre Martin como secretario de Organización, Manuel Pérez Guerrero como secretario general y Stein Rossen como secretario adjunto; también fueron designadas las directivas de cada comisión y grupo de trabajo, quedando conformadas de la siguiente manera:
| Comisión/Grupo de trabajo | Presidente                        | Vicepresidente              | Relator                           |
| ------------------------- | --------------------------------- | --------------------------- | --------------------------------- |
| Primera Comisión          | Siaka Coulibaly (Costa de Marfil) | S. Thepsithar (Tailandia)   | S. Shershnev (Unión Soviética)    |
| Segunda Comisión          | Dominique Laloux (Bélgica)        | M. Fall (Senegal)           | L. V. Nogueira Magalhaes (Brasil) |
| Tercera Comisión          | Magne Reed (Noruega)              | Gabriel Rosas (Colombia)    | Sherif Lotfy (Egipto)             |
| Cuarta Comisión           | C. P. Srivastava (India)          | Dimitar Popov (Bulgaria)    | Edmond J. Antoun (Estados Unidos) |
| Quinta Comisión           | Ladislav Smid (Checoslovaquia)    | T. F. Ogrinz (Austria)      | F. Al-Obaidi (Irak)               |
| Sexta Comisión            | Elíseo Mendoza (México)           | Pushkar Nath Pant (Nepal)   | Arba Hama Diallo (Alto Volta)     |
| Grupo de Trabajo I        | Hortencio Brillantes (Filipinas)  | Barna Talas (Hungría)       | José Luis Pérez (España)          |
| Grupo de Trabajo II       | J. B. Kelegama (Ceilán)           | Abdel Wahab Tamin (Sudán)   | Cyril Seeram (Trinidad y Tobago)  |
| Grupo de Trabajo III      | L. D. Thompson (Australia)        | Julio Eguino Ledo (Bolivia) | Vicente Sánchez (Chile)           |

En el edificio UNCTAD III fue instalada una posta de salud, perteneciente a la Asistencia Pública, que prestó servicios médicos a los asistentes a la conferencia; mediante turnos, atendían el recinto tres médicos, dos enfermeras, dos auxiliares de enfermería, un empleado administrativo y un chófer de ambulancia. El Servicio de Correos y Telégrafos realizó una emisión postal conmemorativa de la conferencia, consistente en dos sellos con valores de 1,15 y 6 escudos y con un tiraje de 10 millones de ejemplares del primer sello y 3 millones de copias del segundo, mientras que Televisión Nacional de Chile realizó una cobertura continua de las sesiones mediante un estudio instalado en el edificio de UNCTAD III desde el que se emitía un segmento del informativo Noticiero a cargo de Sergio Silva. Cocema, institución que entre otras actividades organizaba galerías artesanales, realizó una exposición de artesanía chilena en el zócalo del edificio UNCTAD.
Inicialmente estaba previsto que la UNCTAD III fuera clausurada el 19 de mayo, sin embargo su cierre oficial se realizó el 21 del mismo mes cuando el presidente de la conferencia, Clodomiro Almeyda, entregó su informe final; el día 20 se anunció formalmente el ingreso de Bangladés a UNCTAD, con lo cual la conferencia aumentaba a 142 las naciones participantes.

## Eventos relacionados
De forma paralela a la celebración de la UNCTAD III, se realizaron diversas obras para recibir a los delegados asistentes a la conferencia. Entre ellas se encuentra la ampliación de las instalaciones del Aeropuerto de Pudahuel, que se llevó a cabo entre diciembre de 1971 y abril de 1972; entre las obras de ampliación se incluyeron el pabellón principal para pasajeros, el recinto de aduanas y los galpones de carga.
El 16 de abril de 1972 fue inaugurada la Enoteca del cerro San Cristóbal como una forma de mostrar a los delegados asistentes a UNCTAD III las distintas variedades de vinos y licores producidos en Chile. El 15 de mayo fue inaugurada Chilexpo (Exposición Nacional de Chile) en el Parque Quinta Normal, destinada a mostrar las diferentes actividades productivas del país.
De manera paralela a la conferencia, en Santiago de Chile se realizó el Primer Encuentro de Cristianos por el Socialismo, que reunió a 400 delegados de todos los países de América Latina, además de observadores de Estados Unidos, Canadá y Europa. El 16 de abril fue inaugurada la sala de teatro "Petropol", instalada en La Casa de la Luna Azul en calle Villavicencio, y cuya gestión estuvo a cargo del mimo Enrique Noisvander.